# Isabelle Fuhrman
Isabelle Fuhrman (Washington D.C., 25 februari 1997) is een Amerikaanse actrice en speelde onder andere in de film Orphan (2009) de rol van Esther Coleman.

## Biografie
Isabelle Fuhrman is geboren in Washington D.C., en opgegroeid in Atlanta. Haar moeder is geboren in de Sovjet-Unie en is journalist. Ze heeft een oudere zus.
Fuhrmans carrière begon op haar zevende, toen ze bij de televisiezender Cartoon Network werd gecast voor een televisieshow. Haar debuut voor groot publiek kwam enkele jaren later, in 2007 met de film Hounddog.
In 2009 kwam Orphan uit, waar ze samenwerkte met onder anderen Vera Farmiga en Peter Sarsgaard. Ze was gecast tijdens een nationale zoektocht naar de hoofdpersoon door Warner Bros. Toen Leonardo DiCaprio een audiotape van Fuhrman hoorde, besloot hij dat hij Orphan niet zonder haar wilde maken. Haar vertolking van de rol van Esther leverde veel lovende recensies op.
Een ander welbekend optreden van Fuhrman was de rol van Gretchen Dennis (aka ghost girl), die ze zij aan zij met Jennifer Love Hewitt vertolkte voor de tv-hit Ghost Whisperer. Ook werkte ze al mee aan verschillende reclameboodschappen, onder meer voor Pizza Hut en Kmart.
In 2012 deed ze ook mee aan de film The Hunger Games. Ze speelde hierin de rol van Clove Kentwell, het tributenmeisje uit District 2. 

## Filmografie
| Jaar | Film                                   | Rol               | Opmerkingen |
| ---- | -------------------------------------- | ----------------- | ----------- |
| 2006 | Justice                                | Grace O'Neil      | Televisie   |
| 2007 | Hounddog                               | Grasshopper       |             |
| 2008 | Ghost Whisperer                        | Gretchen Dennis   | Televisie   |
| 2009 | Orphan                                 | Esther            |             |
| 2009 | Children of the Corn                   |                   | stem        |
| 2010 | Sammy's Adventures: The Secret Passage | Hatchling Shelly  | stem        |
| 2011 | Pleading Guilty                        | Carrie            | Televisie   |
| 2011 | Salvation Boulevard                    | Angie Vandermeer  |             |
| 2012 | The Hunger Games                       | Clove Kentwell    |             |
| 2012 | Sammy's Adventures                     | Shelly            | stem        |
| 2013 | The Wilderness of James                | Val               |             |
| 2013 | After Earth                            | Rayna             |             |
| 2016 | Cell                                   | Alice Maxwell     |             |
| 2022 | Orphan: First Kill                     | Esther            |             |
| 2023 | Sheroes                                | Ezra              |             |
| 2024 | Horizon: An American Saga              | Diamond Kittredge |             |

- Bibsys: 11081387
- Biblioteca Nacional de España: XX5652483
- Bibliothèque nationale de France: cb162512334 (data)
- Gemeinsame Normdatei: 140894330
- International Standard Name Identifier: 0000 0001 1454 658X
- Library of Congress Control Number: n2009073182
- MusicBrainz: 12585ba1-8b43-4e28-a3da-d053f24d5e8f
- Nederlandse Thesaurus van Auteursnamen: 406378975
- Système universitaire de documentation: 145590844
- Virtual International Authority File: 107866620
- WorldCat: E39PBJfmmjTVDgfccybVMVc9Dq